# Marija Mlinar
Marija Mlinar - Maruša, slovenska predvojna komunistka in partizanka, * 1912, Ljubljana, † 1943, Ilova Gora.
Mlinarjeva je z OF sodelovala od leta 1941, najprej kot kurirka pri Glavnem poveljstvu slovenskih partizanskih čet, nato pa je postala bataljonska politkomisarka. Leta 1943 je padla v boju na Ilovi Gori pri Grosupljem. Po njej so leta 1970 poimenovali ulico v Ljubljani.